# Agustín Cejas
Agustín Mario Cejas (* 22. März 1945 in Buenos Aires; † 14. August 2015 ebenda) war ein argentinischer Fußballspieler. Neben dem Racing Club, mit dem er die argentinische Meisterschaft, die Copa Libertadores und den Weltpokal gewann, spielte Cejas unter anderem auch für den FC Santos, Grêmio Porto Alegre und River Plate.

## Karriere

### Vereinskarriere
Agustín Cejas wurde am 22. März 1945 in der argentinischen Hauptstadt Buenos Aires geboren. Von 1959 bis 1962 gehörte er zunächst der Jugend des Racing Club an. In letztgenanntem Jahr wurde der Torhüter in die Profimannschaft des Vereins aus dem industriellen Hauptstadtvorort Avellaneda aufgenommen. Schnell entwickelte sich Agustín Cejas zum Stammtorhüter des Traditionsvereins, bei dem er zusammen mit Spielern wie etwa Roberto Perfumo, Alfio Basile und Humberto Maschio agierte. Seinen ersten Titel mit dem Racing Club konnte Cejas in der Primera División 1966 gewinnen. In dieser Auflage der argentinischen Fußballmeisterschaft belegte das Team um Keeper Agustín Cejas den ersten Platz mit einem Vorsprung von fünf Punkten auf River Plate und erreichte die sechste Profimeisterschaft in der Geschichte des Vereins. Durch diesen Titelgewinn war man startberechtigt für die Copa Libertadores 1967, wo man zunächst in der Gruppenphase auf River Plate, Independiente Medellín und Independiente Santa Fe aus Kolumbien sowie die beiden bolivianischen Vertreter Club Bolívar und Club 31 de Octubre traf. Nachdem man sich als Gruppenerster für die nächste Runde qualifiziert hatte, beendete das Team von Trainer Juan José Pizzuti auch die zweite Gruppenphase als Erster, diesmal vor Universitario de Deportes aus Peru, River Plate und dem chilenischen Team CSD Colo-Colo, was die Qualifikation für das Endspiel bedeutete. Dort traf man auf Nacional Montevideo aus Uruguay. Nachdem sowohl Hin- als auch Rückspiel mit einem torlosen Remis endeten, musste ein Entscheidungsspiel den Sieger bestimmen. Hier setzte sich der Racing Club mit Agustín Cejas im Tor mit 2:1 durch und holte zum ersten und bis heute einzigen Mal in der Vereinsgeschichte die Copa Libertadores für den Verein. Wenige Monate später gelang dem Verein auch noch der Gewinn des Weltpokals durch einen 1:0-Sieg im Entscheidungsspiel in Montevideo gegen Celtic Glasgow, den Sieger des Europapokal der Landesmeister 1966/67.
Agustín Cejas spielte in einer ersten Phase bis 1970 für den Racing Club, ehe er nach Brasilien zum FC Santos wechselte und dort bis 1975 zusammen mit Pelé, Carlos Alberto Torres oder Clodoaldo spielte. 1973 gelang als einziger Titelgewinn der Sieg in der Staatsmeisterschaft von São Paulo. Im gleichen Jahr wurde Cejas mit der Bola de Ouro ausgezeichnet und damit als bester Spieler der brasilianischen Meisterschaft geehrt. Nach einem kurzen Intermezzo wieder in Argentinien bei CA Huracán spielte Cejas von 1975 bis 1976 bei Grêmio Porto Alegre, wo er insgesamt in achtzehn Ligaspielen auflief.
Zur Saison 1977 kehrte der mittlerweile 32-jährige Keeper zu seinem Heimatverein nach Avellaneda zurück und spielte fortan weitere drei Jahre für den Racing Club, die aber nicht annähernd von solchen Erfolgen geprägt waren wie die Jahre der ersten Phase von Cejas Tätigkeit für den Verein. Es gelang kein weiterer Titelgewinn. Allerdings schraubte Agustín Cejas die Zahl seiner Einsätze für den Racing Club auf nunmehr 313 im Ligabetrieb hoch. An Pflichtspielen insgesamt weist er sogar 334 Einsätze auf und ist damit bis heute Rekordhalter in dieser Kategorie. Auf den weiteren Plätzen folgen Claudio Úbeda und Cejas' Teamkollege aus der erfolgreichen Mannschaft von 1967, Juan Carlos Cárdenas.
Seine letzte Station als Fußballspieler hatte Agustín Cejas 1981 im Trikot von River Plate, ehe er seine Laufbahn 36-jährig beendete. Danach arbeitete er als Torwarttrainer vor allem für den Racing Club, wo er 1984 auch kurz interimsmäßig als Cheftrainer einsprang. Von 2004 bis 2005 war Cejas zudem unter Chefcoach Gabriel Calderón Torwarttrainer der Saudi-arabischen Fußballnationalmannschaft. An seinem Lebensabend litt Cejas an der Alzheimer-Krankheit, an deren Folgen er am 14. August 2015 im Alter von 70 Jahren in seiner Heimatstadt Buenos Aires verstarb.

### Nationalmannschaft
Zwischen 1964 und 1969 machte Agustín Cejas elf Länderspiele für die argentinische Fußballnationalmannschaft. Die Teilnahme an einer Fußball-Weltmeisterschaft war ihm jedoch nicht vergönnt. Mit der Auswahl Argentiniens nahm er allerdings an den Olympischen Sommerspielen 1964 in Tokio teil, wo jedoch bereits nach der Vorrunde als Gruppendritter hinter Ghana und Japan das Aus kam.

## Erfolge
- Weltpokal: 1 ×

1967 mit dem Racing Club
- Copa Libertadores: 1 ×

1967 mit dem Racing Club
- Argentinische Meisterschaft: 2 ×

1966 mit dem Racing Club
Torneo Nacional 1981 mit River Plate
- Staatsmeisterschaft von São Paulo: 1 ×

1973 mit dem FC Santos